# Porta Westfalica
Porta Westfalica é uma cidade da Alemanha localizado no distrito de Minden-Lübbecke, região administrativa de Detmold, estado de Renânia do Norte-Vestfália.

## História
A cidade Porta Westfalica foi fundada em 1973 pela fusão de quinze aldeias ao redor do desfiladeiro. O centro da cidade moderna é a antiga vila de Hausberge, mencionada pela primeira vez em 1096.
O Monumento ao Imperador Guilherme foi erguido perto da cidade pela então província prussiana da Vestfália entre 1892 e 1896. O monumento, que tem cerca de 88 metros  de altura, é classificado como um dos monumentos nacionais da Alemanha.

De 18 de março de 1944 a 1º de abril de 1945, um campo de concentração foi estabelecido no bairro de Barkhausen. De 1 de fevereiro de 1945 a 1 de abril de 1945, um campo foi usado no bairro de Hausberge. No bairro de Lerbeck também existiu um campo de concentração em uso de 1 de outubro de 1944 a 1 de abril de 1945. No bairro de Neesen foi um local para trabalhos forçados para alguns dos presos. Todos esses campos eram subcampos do campo de concentração de Neuengamme.